# Lesió medul·lar
Una lesió medul·lar és un dany a la medul·la espinal que causa canvis temporals o permanents en la seva funció.
La seva interrupció produeix paràlisi de la mobilitat voluntària i absència de tota sensibilitat per sota de la zona afectada; i a més de falta de control sobre els esfínters de la micció i de l'evacuació intestinal, trastorns en el camp de la sexualitat i la fertilitat, alteracions del sistema nerviós vegetatiu i risc d'altres complicacions (úlceres per decúbit, espasticitat, processos renals…).

## Epidemiologia
Pel que fa a la incidència de lesió medul·lar a Espanya és de 2,5 per cada 100.000 habitants. A Catalunya cada anys es diagnostiquen entre 140 i 160 casos nous de lesió medul·lar. Aquesta dada exclou les lesions medul·lars d'origen mèdic.
La prevalença de la lesió medul·lar és d'aproximadament 500 persones per milió d'habitants.

## Etiologia
La lesió pot ser conseqüència d'un traumatisme greu sobre la columna vertebral, d'una malaltia (tumoral, infecciosa, vascular...) o d'origen congènit (espina bífida). Segons que la lesió sigui completa o parcial, i en funció del nivell en què es produeixi, les conseqüències en seran més o menys severes.
La majoria de lesions medul·lars es produeixen de sobte, com a conseqüència d'un traumatisme, i aproximadament en la meitat dels casos l'origen n'és un accident de trànsit. En l'ordre de freqüència el segueixen els accidents laborals i els esportius. Al voltant d'un 25% dels casos tenen l'origen en malalties infeccioses, tumorals o vasculars. Es dona predominantment en persones joves.

### Principals causes de lesió medul·lar a l'estat espanyol
Segons l'Institut Guttmann les principals causes de lesió medul·lar a Espanya són els accidents de trànsit amb un 50%, en segon lloc les caigudes que representen entre un 20% i un 30%, els esports i temps de lleure representen entre un 4% i un 11% de les lesions medul·lars, accidents laborals en un 8% i finalment, a causa de violència un 1% del total de casos detectats.

## Factors de risc
Els factors de risc que poden desencadenar una lesió medul·lar són: fer submarinisme en zones poc profundes, participar en activitats d'alt risc, conducció imprudent,falta de consciència de vulnerabilitat en població, la debilitat òssia per facilitat de fractura i persones d'edat avançada. A més a més, la població jove d'edat entre 15 i 24 anys són els que tenen més factors de risc i, el sexe masculí predomina envers el femení.

## Afectació i conseqüències
L'afectació dependrà de la zona que s'ha vist afectada per la lesió. Aquesta afectació pot ser cervical, toràcica i lumbar.

### Al nivell cervical
La interrupció de les vies nervioses dona lloc a una tetraplegia, que és la pèrdua o disminució de la sensibilitat i/o mobilitat voluntària de les extremitats superiors i inferiors i de tot el tronc.

### A nivell toràcic i lumbar
L'afectació toràcica o lumbar dona lloc a una paraplegia, que es manifestarà per una falta de sensibilitat i/o paràlisi total o parcial de les extremitats inferiors i de la part del tronc sublesional. Al nivell del con medul·lar i de la cua de cavall, l'afectació de la sensibilitat i la mobilitat voluntària són menors, preservant-se en la majoria de casos la capacitat de marxa; la pèrdua de control sobre els esfínters n'és la seqüela més notable.
Fins al dia d'avui, les conseqüències d'una lesió medul·lar són irreversibles, atès que la medul·la espinal no es regenera i que la seva complexitat i estructura fan que la reparació quirúrgica sigui impossible amb les tècniques actuals. Això no obstant, arreu del món es continua investigant per aconseguir-ne en el futur el guariment. Actualment, es fan importants esforços en la seva prevenció i van sorgint nous procediments quirúrgics i tecnològics que contribueixen a millorar el pronòstic i la qualitat de vida de les persones afectades. La rehabilitació integral del pacient en un centre especialitzat és ara per ara l'alternativa d'elecció per a la correcta atenció d'aquestes persones.